# غطاء غابوي

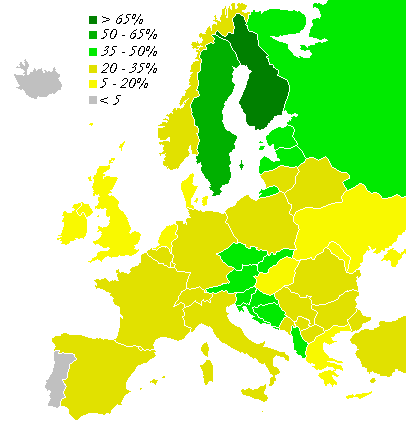

يشير الغطاء الحرجي أو الغطاء الغابوي (بالإنجليزية: Forest cover)، عمومًا إلى مساحة الأرض النسبية (بالنسب المئوية) أو المؤكدة (بالكيلومترات المربعة / الأميال المربعة) التي تغطيها الغابات أو مظلة الغابات أو الغابات المفتوحة.
إن الغطاء الحرجي العالمي، مهما كان حيويا بالنسبة لصحة التربة، ودورة المياه والمناخ ونوعية الهواء، مهدد بشدة من جراء إزالة الغابات في كل مكان، كنتيجة مباشرة للزراعة وقطع الأشجار والتعدين، وكل ذلك يمكن أن يعزى إلى الزيادة السكانية في البشر. يمكن زيادة الغطاء الحرجي عن طريق إعادة التحريج وجهود التحريج، لكن فقدان الغابات القديمة النمو أمر لا رجعة فيه من حيث خدماتها البيئية .
منذ بداية الزراعة (منذ حوالي 12000 عام) ، انخفض عدد الأشجار في جميع أنحاء العالم بنسبة 46٪، وفقا لأحد الأبحاث التي نشرت في عام 2018.

## روابط خارجية
- "Interactive Map". Global Forest Watch. 28 يوليو 2014. مؤرشف من الأصل في 2019-09-05. اطلع عليه بتاريخ 2018-02-16. {{استشهاد ويب}}: الوسيط |ref=harv غير صالح (مساعدة)